# Pedopodisma emeiensis
Pedopodisma emeiensis är en insektsart som först beskrevs av Yin, X.-c. 1980.  Pedopodisma emeiensis ingår i släktet Pedopodisma och familjen gräshoppor. Inga underarter finns listade i Catalogue of Life.